# Liturgiereform Gregors des Großen

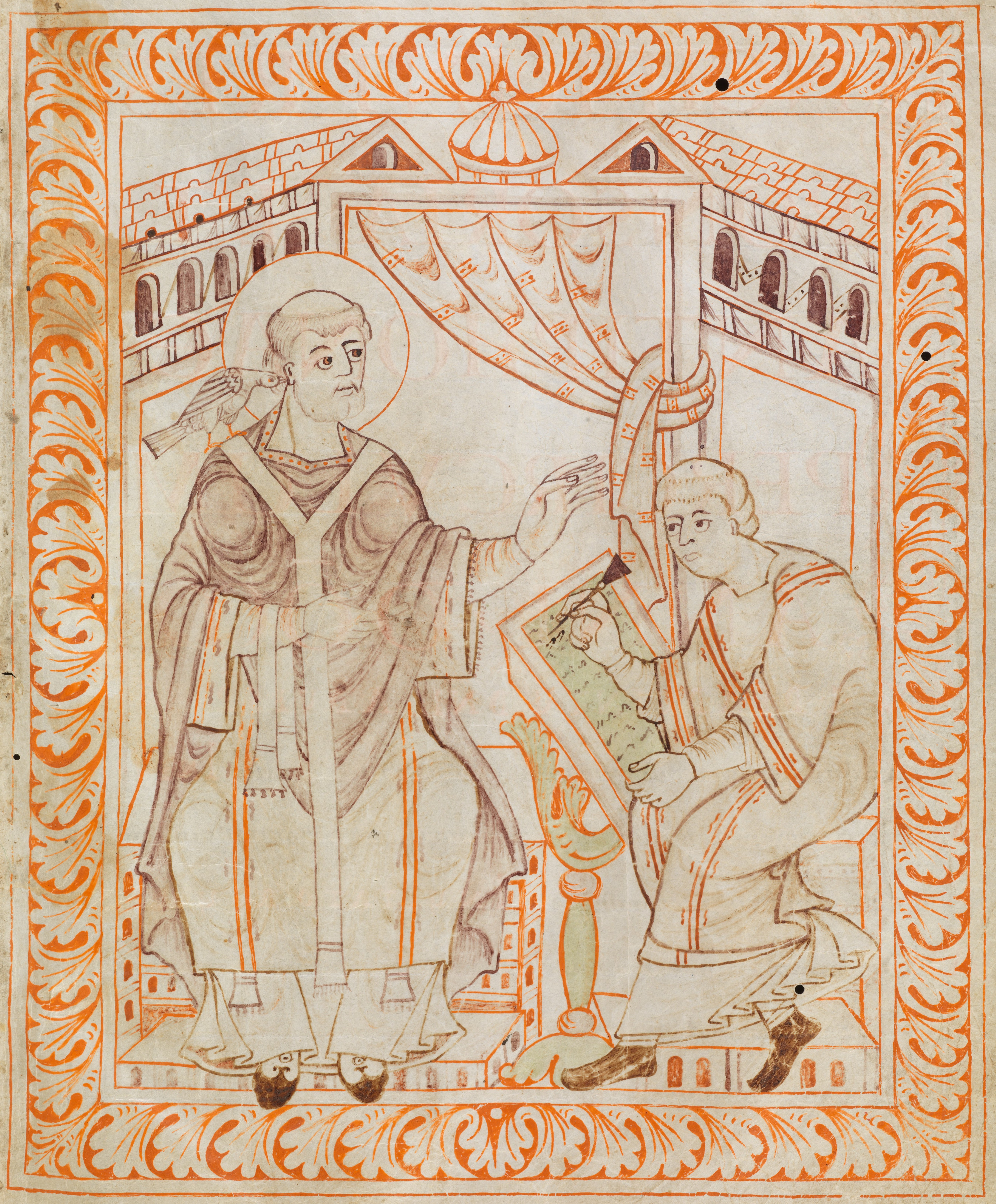
Gregor I. beim Diktieren des gregorianischen Gesangs (aus dem Antiphonar des Hartker von St. Gallen, St. Gallen, Stiftsbibliothek, Cod. 390, S. 13, um 1000)

Als Liturgiereform Gregors des Großen bezeichnet man die liturgischen Neuerungen durch Papst Gregor den Großen. Seit der Reform hat die katholische Heilige Messe im Wesentlichen unverändert ihre Form über Jahrhunderte erhalten.

## Stand der Liturgie im 5.Jahrhundert
Vor den Reformen Gregors hatte die römische Liturgie bzw. päpstliche Liturgie folgenden Stand erreicht:
| Römische Liturgie | Römische Liturgie                      | Päpstlicher Stationsgottesdienst (Ordo Romanus I)  | Päpstlicher Stationsgottesdienst (Ordo Romanus I) |
| Kommentar | Ordo missæ                             | Ordo missæ                                         | Kommentar |
| --- | -------------------------------------- | -------------------------------------------------- | --- |
| |                                        | Prozession des Papstes vom Lateran zur Titelkirche | Papst wird begleitet von Akolythen und Defensoren sowie berittenen Regionardiakonen. Separat hiervon folgen zahlreiche Diakone, ein Primicerius, zwei Notare, ein Defensor und der Regional-Subdiakon. Hierauf folgte der Papst, begleitet vom Vicedominus, Vestiarius, Nomenculatur und dem Sacellarius. Unmittelbar vor ihm geht ein Akolyth mit Chrisam. Auf den Papst folgte ein Subdiakon mit dem Apostolus, ein Archidiakon mit dem versiegelten Evangelium und weitere Akolythen |
| |                                        | Anlegen der Gewänder                               | |
| | Stilles Gebet, Versammlung, Prostratio | Einzug des Papstes, Introitusgesang                | |
| Von Papst Symmachus (498–514) eingefügt                                                                                           | Kyrie                                  | Kyrie                                              | |
| | Gloria                                 | Gloria                                             | |
| | Kollekte                               | Kollekte                                           | |
| In der Forschung ist unklar, ob es eine dreiteilige Gliederung (Altes Testament, Epistel, Evangelium) gab.                        | (Bahn-)Lesungen                        | Epistellesung                                      | |
| | Psalm                                  | Graduale                                           | |
| | Halleluia-Ruf                          | Halleluia-Ruf oder Tractus                         | |
| | Evangelium                             | Evangelium                                         | |
| Zahlreiche der Predigten römischer Bischöfe sind erhalten; inwieweit auch Presbyter in den Pfarreien gepredigt haben, ist unklar. | Predigt                                |                                                    | |
| Entspricht etwa den heutigen Orationes sollemnes des Karfreitags                                                                  | Allgemeines Gebet                      |                                                    | |
| | Herbeibringen der Gaben                | Offertorium                                        | |
| | Gebet                                  | Präfation                                          | |
| | Canon Romanus                          | Canon Romanus                                      | |
| |                                        | Friedenskuss                                       | |
| | Fractio panis                          |                                                    | |
| | Friedenskuss                           |                                                    | |
| |                                        | Agnus Dei                                          | |
| | Vaterunser mit Embolismus              |                                                    | |
| | Kommunionspendung mit Psalm 33 (34)    | Kommunionspendung mit Psalm                        | |
| |                                        | kleine Doxologie, Antiphon                         | |
| | Oratio ad complendum                   | Schlussoration                                     | |
| | Segensgebet                            | Ite missa est                                      | |
| | Auszug                                 | Auszug                                             | |

## Inhalt der Reform

### Berichte des 8. und 9. Jahrhunderts
Der Inhalt der Reformen lässt sich im Einzelnen nur noch schwer nachweisen; gleiches gilt auch für die Urheberschaft Gregors. Nach einem anonymen Bericht sowie den Berichten Paulus’ Diaconus und Johannes’ Diaconus aus dem 8. und 9. Jahrhundert zählen hierzu:
- Redaktion des liber sacramentorum anni circuli romanae ecclesiae und eines liber antiphonaris,
- Reform des Gesanges (sog. gregorianischer Gesang) und Gründung eines Chores (schola cantorum),
- Innerhalb der Liturgie der Messe selbst:
  - Ordnung des Canon Missae,
  - Platzierung des Kyrie unter Verbindung von Kyrie eleison und Christe eleison,
  - Ausweitung des Halleluja-Rufs vor dem Evangelium über die Osterzeit hinaus,
  - Einfügen des atque Andrea in den Embolismus,
  - Vervollständigung der Stationsgottesdienste.

### Einzelne Maßnahmen
Klar auf Gregor zurückführen lässt sich davon nur weniges: Von Gregor selbst besteht lediglich ein Bericht in einem Brief an Johannes von Syrakus. Hierin berichtet er von „meis dispositionibus“.

“Quia alleluia dici ad missas extra pentecosten tempora fecistis; quia subdiaconos spoliatos procedere, quia kyrieleison dici, quia orationem Dominicam mox post canonem dici statuistis.”

Von ihm selbst bezeugt sind also lediglich die Reform des Halleluja-Rufs, des Kyrie und des Vaterunsers. Fälschlich geht Gregor dabei davon aus, dass die Beschränkung des Halleluja auf die Osterzeit auf Hieronymus und Damasus zurückgehe; für Hieronymus ist indessen nachgewiesen, dass dieser das Halleluja selbst in der Totenfeier gerufen hat. Über die Reform des Kyrie schreibt Gregor:

“Kyrieleison autem nos neque diximus neque dicimus, sicut a  Graecis dicitur, quia in Graecis omnes simul dicunt, apud nos autem a clericis dicitur, a populo respondetur et totidem vocibus etiam Christe-eleison dicitur, quod apud Graecos nullo modo dicitur. In cotidianis autem missis alia quae dici solent tacemus, tantum modo kyrieleison et Christe-eleison dicimus, ut in his deprecationis vocibus paulo diutius occupemur.”

Das Vaterunser schließlich fügte er „mox post canonem“/„mox post precem“ unter Verweis auf eine apostolische Tradition ein. Er bemerkt hierzu, dass dies in Rom – im Gegensatz zu den Griechen – lediglich vom Zelebranten, nicht jedoch von der Gemeinde gesprochen werde. Umstritten ist, ob das „atque Andrea“ des Vaterunser-Embolismus ebenfalls von Gregor stammt.
Umstritten sind eine behauptete Reform oder Redaktion des Kanons, Gregors Herausgeberschaft eines Sacramentariums sowie seine Verbindung zum gregorianischen Choral.